# 果瓦乡
果瓦乡，是中华人民共和国贵州省毕节市大方县下辖的一个乡镇级行政单位。

## 行政区划
果瓦乡下辖以下地区：
上寨村、果瓦村、蓑衣村、五星村、隆里村、光明村、庆阳村、新林村、鹅塘村、茶元村和大寨村。